# Eleazar Mendel Biderman
Eleazar Mendel Biderman (ur. 1827, zm. 1882) – rabin, w latach 1851–1882 cadyk chasydzkiej dynastii Lelow.
Był synem Mosze Bidermana (1776–1851) i wnukiem Dawida Bidermana (1746–1814), założyciela dynastii. Po śmierci ojca w 1851 został cadykiem lelowskich chasydów. Jego następcą został jego syn Dawid Cwi Szlomo Biderman (1843–1918).